# Sœurs victimes expiatrices de Jésus-Sacrement
Les Sœurs victimes expiatrices de Jésus-Sacrement  (en latin : Congregatio Victimarum Expiatricum a Sacramentatio Iesu) sont une congrégation religieuse féminine enseignante et adoratrice de droit pontifical.

## Histoire
Marie-Christine de l'Immaculée-Conception (1856 - 1906), novice au couvent napolitain des Adoratrices perpétuelles du Saint-Sacrement de San Giuseppe dei Ruffi est contrainte en 1877 de quitter le cloître pour raison de santé. Sur les conseils de Ludovic de Casoria, elle donne vie en 1878 à une nouvelle congrégation avec le même charisme que les Adoratrices du Saint-Sacrement mais consacrée en plus à l'éducation des filles. À l'origine, la congrégation est divisée en deux branches, une contemplative vouée à l'Adoration perpétuelle du Saint-Sacrement et une de vie active vouée à l'enseignement. L'institut obtient le décret de louange le 7 juillet 1903 et ses constitutions sont définitivement approuvées le 23 mars 1911.

## Fusion
Le 1er novembre 2020, les Clarisses de la Sainte Annonciation fusionnent avec les Sœurs victimes expiatrices.
Les Clarisses de la Sainte Annonciation sont fondées en 1853 à Imperia par Marie Léonarde Ranixe comme congrégation à vœux simples avec clôture religieuse. La communauté est érigée canoniquement le 14 janvier 1854 par Raffaele Biale, évêque d'Albenga. En 1864, le gouvernement ferme l'école et les sœurs s'installent à Diano Castello ; la première fondation n'est ouverte qu'en 1922 à Diano Marina où la maison-mère est ensuite transférée. L'institut est agrégé à l'ordre des frères mineurs le 21 septembre 1934 et reçoit décret de louange le 25 mars 1953. 

## Activités et diffusion
Les religieuses se consacrent principalement à l'enseignement dans les écoles mais aussi au catéchisme, à l'organisation de retraite spirituelle et à l'adoration eucharistique en esprit de réparation.
La maison-mère est à Casoria.
En 2017, la congrégation comptait 246 sœurs dans 27 maisons. 